# Wolgastsee
Der Wolgastsee ist ein auf der Insel Usedom liegender Binnensee im Landkreis Vorpommern-Greifswald, Mecklenburg-Vorpommern, an der Grenze zu Polen.
Der See liegt südlich des Seebades Ahlbeck im Gebiet der Gemeinde Korswandt. Er hat eine Länge von rund 1,4 Kilometern, eine Breite von 0,45 km und eine durchschnittliche Tiefe von 4,1 Metern. Der See ist in der letzten Eiszeit entstanden. Das Ufer bietet vielen Seevögeln ein ideales Brut- und Rastgebiet. Das Gewässer ist fast vollständig von Wald mit Buchenbestand umgeben. Durch seine reizvolle landschaftliche Umgebung ist es Anziehungspunkt für den Tourismus. Um den See führt ein ausgeschilderter Rad- und Wanderweg.
Herzog Barnim I. schenkte den See und das Dorf Korswandt 1243 dem Kloster Stolpe. Bei der Schlichtung des Grenzstreites zwischen dem Kloster und Reimar von Neuenkirchen verblieb der See beim Kloster.
Auf der Karte der Schwedischen Landesaufnahme vom Ende des 17. Jahrhunderts und der Schmettauschen Karte von 1780 erstreckte sich der See über eine größere Fläche als in der Gegenwart und umschloss auch das südöstlich gelegene Schwarze Herz.
Der Name Wolgast könnte ein altpolabischer Personenname Voligost gewesen sein, dessen zweiter Namensteil gość die Bedeutung Gast, auch Freund hat. Der Name bezeichnet somit jemanden, der einen größeren/besseren Freund hat. Auch Wilhelm Ferdinand Gadebusch ging von „groß“ als Bedeutung der ersten Silbe („woly“) aus, „gast“ soll jedoch als „Dickicht“ oder „Hain“ zu deuten sein, woraus er „Großer Hain“ ableitete.